# Огнева Заимка
Огнева Заимка — село в Черепановском районе Новосибирской области. Административный центр Огнево-Заимковского сельсовета.

## География
Площадь села — 194 гектара.

## Население
| 2002 | 2007  | 2010 |
| ---- | ----- | ---- |
| 1054 | ↗1063 | ↘927 |

## Инфраструктура
В селе по данным на 2007 год функционируют 1 учреждение здравоохранения и 1 учреждение образования.

## Известные уроженцы
- Александр Александрович Полудницын (1925—1992) — советский и российский баянист, композитор, заслуженный артист РСФСР (1976)[6].